# D Nice
Derrick Jones, más conocido como D Nice, es un rapero, DJ, productor discográfico, fotógrafo, cantante y compositor de canciones estadounidense que comenzó su carrera musical a mediados de los 80 formando parte del grupo Boogie Down Productions. 
Su canción más exitosa fue "Call Me D-Nice" de 1990.
En 1991 edita "To tha Rescue", con temas como "25 Ta life", "Time to flow", "To tha rescue" o "Check yourself" con la colaboración de Too Short.
Recientemente se ha convertido en fotógrafo.
- Datos: Q3288289
- Multimedia: D-Nice / Q3288289